# 皇霊祭
| 宮中祭祀の主要祭儀一覧             |
| 四方拝・歳旦祭                     |
| 元始祭                             |
| 奏事始                             |
| 昭和天皇祭（先帝祭）               |
| 孝明天皇例祭（先帝以前三代の例祭） |
| 祈年祭                             |
| 天長祭（天長節祭）                 |
| 春季皇霊祭・春季神殿祭             |
| 神武天皇祭・皇霊殿御神楽           |
| 香淳皇后例祭（先后の例祭）         |
| 節折・大祓                         |
| 明治天皇例祭（先帝以前三代の例祭） |
| 秋季皇霊祭・秋季神殿祭             |
| 神嘗祭                             |
| 新嘗祭                             |
| 賢所御神楽                         |
| 大正天皇例祭（先帝以前三代の例祭） |
| 節折・大祓                         |

皇霊祭（こうれいさい、皇靈祭）は、歴代の天皇・皇后・皇親の霊を祭る儀式で、宮中祭祀のひとつ。大祭。

## 概要
毎年2回、春分日に春季皇霊祭（しゅんきこうれいさい）、秋分日に秋季皇霊祭（しゅうきこうれいさい）が斎行される。
元々この日はお彼岸であって、先祖を祭る日であった。またお彼岸に最も近い戊の日は、社日として氏子が氏神たる神社に参詣し、春は五穀豊穣を祈り、秋は実りある収穫に感謝する習わしがあった。
1878年（明治11年）にそれまでの歴代天皇や主たる皇族の忌日を春と秋にまとめ奉祀した。1908年（明治41年）9月19日制定の「皇室祭祀令」では春季皇霊祭・秋季皇霊祭ともに大祭に指定。同法は1947年（昭和22年）5月2日に廃止されたが、1948年（昭和23年）以降も宮中では従来通りの春季皇霊祭・秋季皇霊祭が行われている。祭祀に続いて皇霊殿の前庭にて神楽の東遊が奏される。
また、「年中祭日祝日ノ休暇日ヲ定ム」および「休日ニ関スル件」により、春季皇霊祭は1879年（明治12年）から1948年（昭和23年）まで、秋季皇霊祭は1878年（明治11年）から1947年（昭和22年）まで同名の祝祭日（休日）であった。以降も「国民の祝日に関する法律」により、それぞれ春分の日・秋分の日と改称されて国民の祝日となっている。